# Kjell-Arne Landgren
Kjell-Arne Landgren, född 1942, är en svensk socialdemokratisk politiker.
Landgren blev ersättare i Malmö kommunfullmäktige 1981 och ordinarie ledamot 1988. Han var oppositionsråd 1986–88 och 1992–94 samt kommunalråd för socialroteln 1989–91. Han var kommunfullmäktiges ordförande 1994–2010. Han är idag regionfullmäktiges 2:e vice ordförande i Region Skåne men han har även varit regionfullmäktiges ordförande före valförlusten i Region Skåne i valet 2006 för socialdemokraterna.
Andra politiska uppdrag som Landgren har är ombud för Kommunförbundet Skåne, ordförande för Representationskommittén, ordförande för Kulturpriskommittén och ledamot i Räddningstjänsten Syd.